# 乳源槭
乳源槭（学名：Acer chunii）为无患子科槭属的植物，为中国的特有植物。分布于中国大陆的广东等地，生长于海拔800米至1,500米的地区，多生于疏林中，目前尚未由人工引种栽培。

## 亚种
- Acer chunii Fang ssp. dimorphophyllum Fang